# Michael Galasso
Michael John Galasso (5 de abril de 1949, Hammond, EE. UU.-9 de septiembre de 2009, París, Francia) fue un compositor, violinista y director musical estadounidense.
Galasso contó con una formación musical temprana, habiendo comenzado sus estudios de violín a la edad de tres años y con un debut a los once. Su estilo musical se caracteriza por conjuntar la influencia del barroco con tendencias más modernas como el minimalismo musical estadounidense, así como otras influencias de Asia.

## Bandas sonoras
Galasso es célebre por haber compuesto la música o participado en la dirección musical de distintas producciones, entre las que se cuentan Deseando amar (2000) o Chungking Express (1994), ambas del director hongkonés Wong Kar-wai; Secret Ballot (2002), de Babak Payami; Waiting for The Clouds (2003), de Yeşim Ustaoğlu; o Mud (2003), de Derviş Zaim.
En 2009 ganó el Premio César a la Mejor Música Escrita para una Película por su trabajo para Séraphine (2008), dirigida por Martin Provost.

## Música incidental para teatro
Hacia la década de 1970, Galasso comenzó su carrera escribiendo música incidental, particularmente, para las primeras producciones del director estadounidense Robert Wilson. Algunos de sus trabajos hicieron parte de la puesta en escena de obras como: Ouverture (1972), The Life and Times of Joseph Stalin (1973), A Letter for Queen Victoria (1974-1975) o The $ Value of Man (1975). Galasso continuó colaborando con Wilson hasta su deceso en 2009.

## Instalaciones sonoras
Galasso también realizó numerosas instalaciones sonoras; entre ellas, la Giorgio Armani Retrospective (2000) en el Museo Guggenheim de Nueva York.

## Discografía
- Scenes (ECM, 1984)
- Scan Lines (Igloo, 1985)
- Stabat / Waltz in a Minor Key / La Bayadere (casete autoeditado, 1991)
- High Lines (ECM, 2005)